# 湯河原町立湯河原小学校
湯河原町立湯河原小学校（ゆがわらちょうりつ ゆがわらしょうがっこう）は神奈川県足柄下郡湯河原町宮上にある公立小学校。

## 沿革

### 年表
出典
- 1872年（明治5年）- 宮下・門川・鍛冶屋村を1学区とし城願寺を仮校舎に城堀学校を開設、宮上・泉村を1学区とし福泉寺を仮校舎に宮上学校を開設
- 1882年（明治15年）- 城願寺の城堀学校を城堀村に校舎を新築、福泉寺の宮上学校を宮上村、泉村と学区を分離し校舎を新築
- 1893年（明治26年）4月 - 城堀学校と宮上学校が合併し、宮下に尋常土肥小学校として開校
- 1909年（明治42年）4月 - 2階建て校舎を増築、高等科を併置し尋常高等土肥小学校と改称
- 1915年（大正4年）11月 - ササリンドウの校章を制定
- 1920年（大正9年）9月 - 現在の位置に移転
- 1921年（大正10年）4月 - 新校舎に移転
- 1923年（大正12年）
  - 4月1日 - 法令の改正により土肥尋常高等小学と改称
  - 9月1日 - 関東大震災発生により校舎損傷
- 1926年（大正15年）7月1日 - 町名改称により、湯河原町立尋常高等小学校と改称
- 1933年（昭和8年）2月21日 - 室伏勝蔵の寄付による講堂完成
- 1941年（昭和16年）4月1日 - 国民学校実施により湯河原町国民学校と改称
- 1947年（昭和22年）4月1日 - 学制改革により湯河原小学校と改称
- 1949年（昭和24年）4月11日 - 給食を開始
- 1953年（昭和28年）3月24日 - 新校歌を公表
- 1955年（昭和30年）4月1日 - 町村合併促進法により湯河原町・吉浜町・福浦村合併で湯河原町が発足、湯河原町立湯河原小学校と改称
- 1957年（昭和32年）4月1日 - 特殊学級開設
- 2004年（平成16年）4月1日 - 二学期制導入
- 2022年（令和4年）12月3日 - 開校150周年記念ペイントを行った[2]
- 2023年（令和5年）5月26日 - 開校150周年記念式典挙行[3]

## 教育方針
出典
- 心はぽかぽか
- 学びはしっかり
- 体ははつらつ
- インクルーシブ教育の推進

## 通学地域
出典
- 宮上（全域）
- 宮下（全域）
- 土肥（全域）
- 城堀（全域）
- 門川（全域）
- 中央1丁目（1番～6番、7番(1号～10号、13号～27号)、10番、17番(1号、8号)）
- 中央2丁目（1番、2番(1号、2号、10号～12号、14号、22号～24号)）

## 進学先中学校
- 湯河原町立湯河原中学校

## 交通
出典
- JR東海道本線湯河原駅より、
  - 徒歩で、約12分。
  - 箱根登山バス「奥湯河原行」に乗車し、「小学校前」[7]停留所下車後、徒歩1分[8]。

## 周辺
- 湯河原町立みやのうえ保育園 - 敷地が隣接、かつ進学前保育園のひとつ。
- 五所神社
  - 五所神社の銀杏
- 神奈川県道75号湯河原箱根仙石原線
  - 県道75号線沿いには、クリエイトS・D湯河原宮上店などのロードサイド店も点在する。
- また、近くにはJR東海道新幹線・東海道本線が通るが、駅は近くには無い。

## 外部サイト
- 湯河原町立湯河原小学校